# Grandidiera
Grandidiera é um género botânico pertencente à família Achariaceae, composto por duas únicas espécies.

## Espécies
- Grandidiera boivini
- Grandidiera boliviana